# Zeyk Albert
Zeykfalvi Zeyk Albert József (Névváltozat: Albert De Zeyk) (Kolozsvár, Habsburg Birodalom, 1828.  – Cécke, Bihar vármegye, 1896. július 13.) honvédhuszár, az amerikai polgárháború résztvevője, diplomata, miniszteri tanácsos.

## Élete
Apja Zeyk Lajos jegyző, bátyja Zeyk Ferenc a katonai pályát választotta. Zeyk Albert elemi és középfokú iskolái után jogi tanulmányokat folytatott, melyet 1844-ben sikerrel zárt. Alig volt 20 éves, amikor elkezdődött az 1848-49-es szabadságharc, ekkor beállt katonának. 1848 júniusában Pesten önkéntes lett a 2. honvédzászlóaljban. Részt vett a délvidéki harcokban. 1849. februárjától hadnagy, a Kolozsvárott szerveződő 73. honvédzászlóalj segédtisztje. 1849. májusában főhadnagy ugyanitt a besztercei hadosztálynál. 1849. július 16-án áthelyezték a 3. Feredinánd huszárezred tartalék századához, ahol a szabadságharc utolsó napjaiban századossá léptették elő.
A szabadságharc leverése után Törökországba menekült Kossuth Lajossal együtt, majd onnan tovább Párizsba és Londonba. Londonban technikai és kémiai tanulmányokkal bővítette az akkor már egyébként is széles körű tudását. Ezt 1850-ben fejezte be, ezt követően Brazíliába ment, ott egy társaságnál segédmérnökként kapott állást. Dél-Amerikai tartózkodása alatt folyók szabályozásában vett részt, főleg Uruguayban és Paraguayban. Ezalatt ismét újdonságot, mégpedig tengerészeti ismereteket tanult.
1853-ban a La Plata folyón hajótörést szenvedett, egy amerikai hajó mentette ki, így hajózott be Zeyk Albert az Egyesült Államokba, csatlakozott a Haditengerészethez, ahol a partvonal feltérképezésében vállalt munkát.
1857-ben Grechenek Györggyel dolgozott együtt mint ingatlan ügynök, polgári mérnök és földmérő Webster City környékén (Iowa). Még ugyanebben az évben megnősült Washingtonban, két év múlva házasságából leánygyermek született. 1859-ben Zeyk családjával együtt Washingtonba ment, s mint műszaki rajzoló az Egyesült Államok Parti őrségének rajzoló részlegében dolgozott.
1861. május 11-től 1861. december 31-ig a Postaügyi Minisztérium alkalmazottja volt mint másodosztályú hivatalnok. A polgárháborúban nem vett részt fegyveresen, de mégis az amerikai polgárháború résztvevője volt, mivel a postaügyi minisztériumban azt a feladatot kapta, hogy a John C. Frémont főparancsnokságáról érkező, a nála szolgálatot teljesítő magyar tisztek által angolról magyarra fordított táviratokat Zeyk fordítsa vissza angolra, s azokat közvetlenül a hadügyminisztériumba vagy Abraham Lincoln elnöknek továbbítsa. Zeyk e bizalmi feladatnak tökéletesen megfelelt. Feltehetően az elnökkel való személyes ismeretsége is szerepet játszott abban, hogy amikor Újházy László William H. Seward amerikai külügyminiszter figyelmét felhívta Zeyk személyére, akkor Lincoln elnök 1861 december 10-én kinevezte az Egyesült Államok konzuljának Tarantóba (Puglia, Olaszország).
Abraham Lincoln halála után, az 1860-as évek második felében is aktív amerikai diplomata volt Zeyk, több nyelven beszélt folyékonyan, angol, német, francia, olasz, spanyol nyelven, s természetesen magyarul is. Diplomáciai feladatokat látott el a párizsi amerikai nagykövetségen, a lyoni amerikai konzulátuson, Frankfurtban, Kairóban és St. Gallenben. 1882-ben Lisszabonba helyezték, 1882-1885-ig Torinóban volt alkonzul, itt Kossuth Lajossal is rendszeresen találkozott.
Zeyk 1885-ben tért haza Magyarországra, a magyar kormány Fiumében alkalmazta tanácsadónak, majd az Adriai Hajózási Társaságnál volt miniszteri tanácsos, hozzájárult Magyarország tengeri kereskedelmének fejlesztéséhez. 1896-ban érte a halál Céckén.